# Jutaka Akita
Jutaka Akita (japonsky 秋田 豊; * 6. srpna 1970) je bývalý japonský fotbalista a reprezentant, později fotbalový trenér. Hrál na postu obránce.

## Reprezentační kariéra
Jutaka Akita odehrál celkem 44 reprezentačních utkání. S japonskou reprezentací se zúčastnil Mistrovství světa 1998 ve Francii a Mistrovství světa 2002 v Japonsku a Jižní Koreji.

## Statistiky
| Japonsko | Japonsko | Japonsko |
| Roky     | Záp.     | Góly     |
| -------- | -------- | -------- |
| 1995     | 2        | 1        |
| 1996     | 2        | 0        |
| 1997     | 16       | 2        |
| 1998     | 10       | 0        |
| 1999     | 7        | 0        |
| 2000     | 0        | 0        |
| 2001     | 0        | 0        |
| 2002     | 3        | 0        |
| 2003     | 4        | 1        |
| Celkem   | 44       | 4        |